# Ion Bǎlǎnel
Ion Bălănel (ur. 7 czerwca 1926 w Bukareszcie) – rumuński szachista, mistrz międzynarodowy od 1954 roku.

## Kariera szachowa
Czterokrotnie sięgał po tytuł indywidualnego mistrza Rumunii. Zdobył je w latach 1950, 1953, 1955 oraz 1958, natomiast w 1951 i 1954 sięgnął po medale brązowe. W roku 1956 reprezentował swój kraj na olimpiadzie w Moskwie (na I szachownicy), osiągając wynik 4½ pkt w 12 partiach. Brał udział w dwóch turniejach strefowych (Mariańskie Łaźnie, 1951, XIII m. oraz Praga, 1954, VIII m.).
Najlepsze wyniki w turniejach międzynarodowych osiągnął w Międzyzdrojach (1952, dz. I m. ze Zdrawko Milewem) oraz Ploeszti (1957, I m.). W 1955 r. wystąpił w rozegranym w Bukareszcie meczu reprezentacji Rumunii i Francji, pokonując 2 – 0 Chantal Chaudé de Silans (na II szachownicy).
Według retrospektywnego systemu rankingowego Chessmetrics, najwyżej notowany był w styczniu 1955 r., zajmował wówczas 106. miejsce na świecie.